# Balcanodiscus beroni
Balcanodiscus beroni is een slakkensoort uit de familie van de Zonitidae. De wetenschappelijke naam van de soort is voor het eerst geldig gepubliceerd in 1995 door Riedel.